# Gerrei

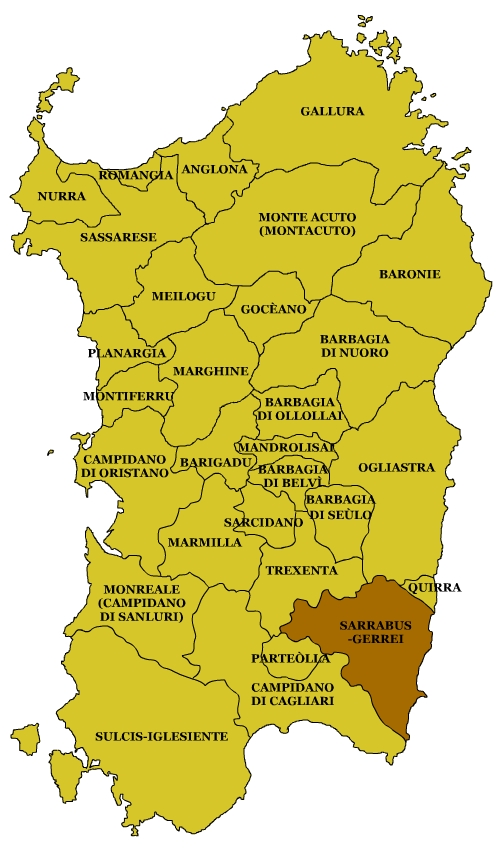
Subregion Sarrabus-Gerrei

Die Gerrei ist eine der 23 historischen sardischen Regionen. Sie liegt im Südosten der Insel und ist durch eine Reihe von Hochebenen, tiefen Tälern und den Flusslauf des Flumendosa gekennzeichnet ist. In der üppigen mediterranen Macchie entspringen zwischen Kork- und Steineichen und Olivenbäumen zahlreiche Quellen. Einige bedeutende archäologische Fundorte liegen in dem Gebiet:
- die Domus de Janas von Su Cranku
- Pranu Muteddu in der Nähe von Goni,

In Armungia wird die Erinnerung an die ländliche Zivilisation in der ethnographischen Sammlung des Museums S'omu de ainas (Haus der Utensilien) wachgehalten. Hier wurde der Schriftsteller und Politiker Emilio Lussu geboren.
Die Stadt San Nicolò Gerrei hat ihren Ursprung in punisch-römischer Zeit. Eine Skulptur von Giovanni Campus steht auf der Piazza Lussu, während sich eine von Pinuccio Sciola auf der Piazza Naitza befindet. Campus und Sciola sind Protagonisten der zeitgenössischen Kunst auf internationalem Niveau.
Hauptorte im Gerrei sind:
- Armungia
- Ballao
- Escalaplano
- Goni Parco Archeologico di Montessu
- San Nicolò Gerrei
- Silius
- Villasalto